# Tegengesteld opvallend naderen
Tegengesteld opvallend naderen (afgekort TON-methode) is een in Nederland en België toegepaste rijstijlmethode voor voorrangsvoertuigen. De methode wordt in Nederland sinds 2011 aangeleerd aan politiemedewerkers en medewerkers van ambulances en brandweerauto’s om zich als bestuurder van een voorrangsvoertuig verkeersveilig en snel door het verkeer te bewegen. In feite betreft het een gecontroleerde vorm van spookrijden. Het voordeel is dat het voertuig niet doorlopend hoeft in te halen en dus in een rechte lijn kan blijven rijden. Het geeft een rustiger verkeersbeeld en het voertuig is beter zichtbaar voor andere weggebruikers.
De methode bestaat uit drie onderdelen:
Tegengesteldhoudt in dat hierbij ook gebruik gemaakt wordt van rijstroken bereden door tegengesteld verkeer op voorwaarde dat langzaam wordt genaderd en tegenliggers voldoende tijd hebben op een rustige manier af te remmen en zo plaats te maken in samenwerking met voor het voorrangsvoertuig rijdend verkeer.
Opvallendhoudt in dat de bestuurder van het voorrangsvoertuig zo veel en tijdig mogelijk op de plek gaat rijden die door hem/haar benut zal gaan worden, zodat de voorspelbaarheid van het voorrangsvoertuig toeneemt.
Naderenhoudt in dat de bestuurder van het voorrangsvoertuig met minder snelheid dan de voorliggende voertuigen naar de vrije ruimte stuurt, wacht tot er daadwerkelijk ruimte wordt gemaakt en dan accelereert om de geboden ruimte te benutten. Op deze manier kan de bestuurder met het voorrangsvoertuig altijd achter de in te halen voertuigen in de vrije ruimte terug voegen indien er niet aan de wens ruimte te maken wordt voldaan.
Deze methode is in 2011 ontwikkeld door Ton van de Lustgraaf, docent rijopleidingen bij de Politie Midden Nederland, naar aanleiding van een vraag uit de praktijk over een alternatief voor tussendoor rijden als voorrangsvoertuig bij druk provinciaal verkeer (ook genoemd tripleren) wanneer dit tussendoor rijden niet effectief is. Na ontwikkeling van en proefdraaien met deze methode bij rijopleidingen politie Midden Nederland werd de methode vanaf 2012 ook uitgeleerd door rijinstructeurs van de Politieacademie,  rijinstructeurs van alle afdelingen Rijveiligheid en Rijvaardigheid in de eenheden van Politie Nederland, rijopleiders bij ambulancediensten en brandweer. 
Politiemedewerkers in Nederland krijgen de TON-methode op de openbare weg in oefenvorm aangeboden tijdens de Politie Rijvaardigheidstraining (PRVT), die zij eens in de 3 jaar dienen te volgen. In België wordt sinds 2015 een PRIBA-cursus gegeven aan politieagenten, waarbij TON een onderdeel van het lespakket is.